# El Mehara
El Mehara là một đô thị thuộc tỉnh El Bayadh, Algérie. Dân số thời điểm năm 2002 là 2.138 người.